# ヤンマガ伝説キャイ〜ンDAあ゛〜ん
ヤンマガ伝説キャイ〜ンDAあ゛〜ん（ヤンマガでんせつキャイーンだあ゛ーん）はTBSラジオで1996年4月から2003年3月29日まで土曜日の深夜に放送されていたラジオ番組。

## 概要
当初は『ヤンマガ伝説キャイ〜ン編集部なんですか』というタイトルだった（2001年3月31日放送分まで）。
週刊ヤングマガジン（講談社）の一社提供で、そのため番組タイトルの最初の部分も「ヤングマガジン」を略してヤンマガとなっている。
メインパーソナリティはキャイ〜ンの2人（ウド鈴木、天野ひろゆき）。そのほか、なんとなくレギュラー出演ということでずん（当時:La.おかき）の飯尾和樹も出演していた。構成作家は有川周一。プロデューサーはTBSアナウンサーの浦口直樹。

## 放送時間
ヤンマガ伝説キャイ〜ン編集部なんですか
1996年4月 - 1997年3月 :土曜日23:30-24:30
1997年4月 - 2001年3月 :土曜日24:00-25:00
ヤンマガ伝説キャイ〜ンDAあ゛〜ん
2001年4月 - 2003年3月 :土曜日24:00-24:30

## 歴代アシスタント
- 鈴木紗理奈（初代、1996年4月-1997年4月5日）
- 藤崎奈々子（2代目、1997年4月12日-1999年3月27日）
- 佐藤江梨子（3代目、1999年4月3日-2000年3月25日）
- 川村亜紀（4代目、2000年4月1日-2001年3月31日）
- 川崎真実（5代目、2001年4月6日-2002年6月29日）
- 和希沙也（6代目、2002年7月6日-2003年3月29日最終回）

## 主なコーナー
- “Whats’your name!?” — 番組初期からの人気コーナー。当初ウドの持ち企画だったが、はがき読みが得意な天野に奪われたという経緯がある。有名人や物に勝手にあだ名をつけようという趣旨のもと、たとえば「東山紀之さんの“Whats’your name!?”→介護疲れ」など様々なレッテルを貼り付けた。ことに、いわゆる記念樹事件の渦中にあった小林亜星に対するリスナーの食い付きは尋常でなく、「幻聴」「空耳」「気のせい」「被害妄想」、さらには「宇多田ヒカルは俺の娘だ」「音符は俺が考えた」など、彼の独占欲は（ネタの上で）留まることがなかった。
- 天野ひろゆきのそんな気がする
- カモナマイハウス
- ですね×5
- おーいお茶
- クイズ三村かよ!?
- 番屋ルーレット
- 宮内鎮雄のココロ
- 天野ひろゆきのお見合い100連発 — もてないキャラ救済企画として、菊池美緒、君嶋ゆかり、阿部美穂子といったタレントとの交際を番組内で成立させたかに見えたが、いずれも破局した。
- 鈴木紗理奈のグラビアポエム
- 藤崎奈々子のラブラブチュッチュッ
- 佐藤江梨子のエスプレッソが似合うまで
- 亜紀のお悩み電話相談室
- 川崎真美のきままにポエム
- 任紀と真美のおしゃべりポリス

## 番組に登場したゲスト
- かわぐちかいじ（1998年3月創刊の、講談社漫画文庫『沈黙の艦隊』の告知で）
- 西城秀樹（1999年4月24日）
- 宮内鎮雄（1999年4月24日）
- 城島茂（1999年11月6日）
- 明石家さんま（1999年12月25日）
- 関根勤（2000年6月17日）
- かたせ梨乃（2000年8月26日）
- 加藤未央（2001年3月31日。ミスマガジン2001グランプリ受賞直後に出演）

### 番組にしばしば登場したゲスト
- ルー大柴
- ラッキィ池田
- 福本伸行
- 山中伊知郎（1999年6月5日には修学旅行で番組を欠席した佐藤江梨子の代理アシスタントとして出演した）